# Rue Vincent-Scotto
La rue Vincent-Scotto est une voie du 19e arrondissement de Paris, en France.

## Situation et accès
La rue Vincent-Scotto est une voie mixte située dans le 19e arrondissement de Paris. Elle débute au 60, quai de la Loire et se termine au 13, rue Pierre-Reverdy.

## Origine du nom

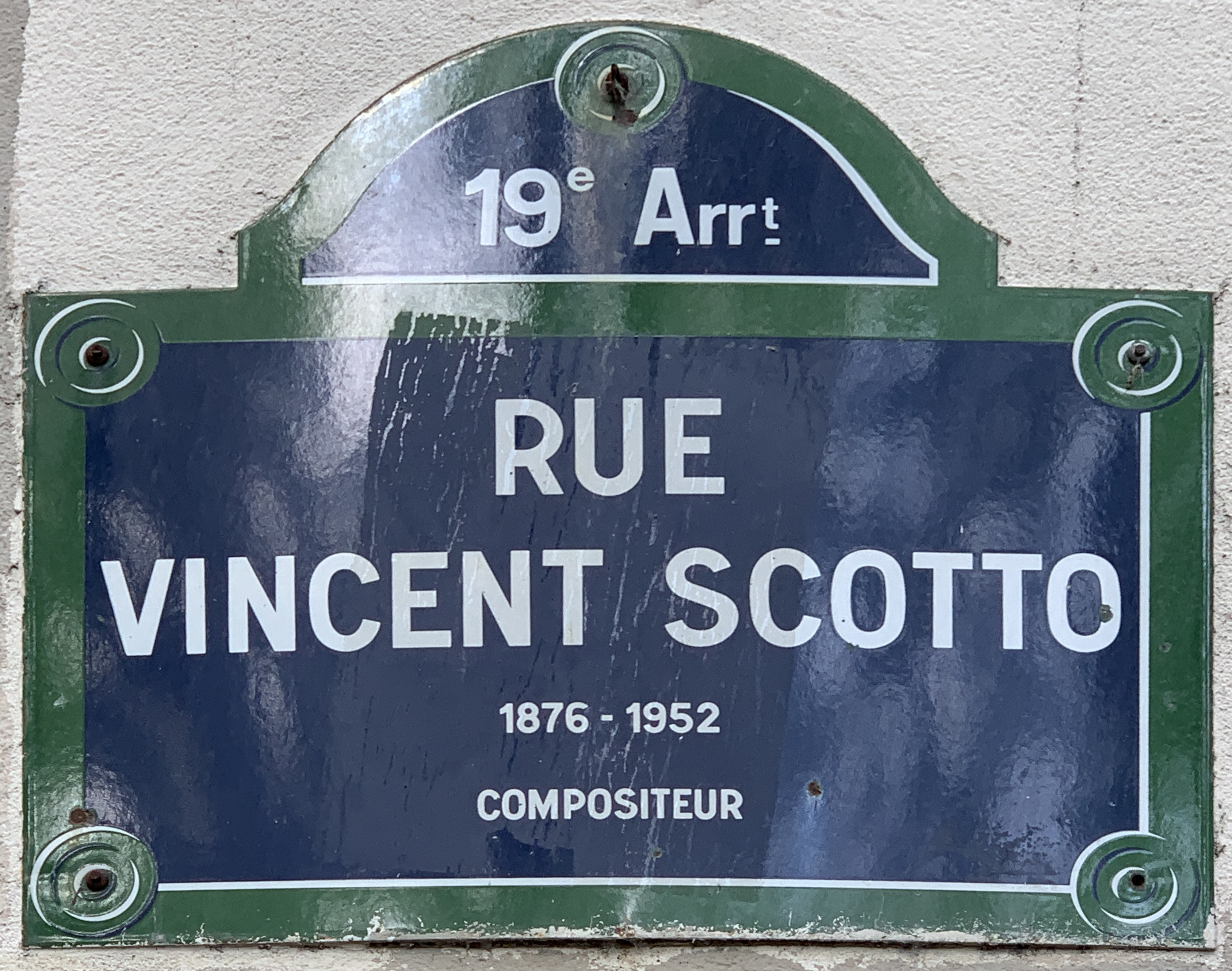
Plaque de la rue.

Elle porte le nom du compositeur français Vincent Scotto (1875-1952) auteur de plus de 4 000 mélodies comme La Petite Tonkinoise, Sous les ponts de Paris, Marinella, J'ai deux amours, Prosper (Yop la boum)…

## Historique
La voie est créée sous le nom provisoire de « voie BU/19 » et prend sa dénomination actuelle par un arrêté municipal du 9 décembre 1985.